# Valdís
Valdís ist ein isländischer weiblicher Vorname.

## Namensträgerinnen
- Steinunn Valdís Óskarsdóttir (* 1965), isländische Politikerin (Allianz)
- Valdís Óskarsdóttir (* 1949), isländische Filmeditorin, Regisseurin und Drehbuchautorin